# Paul Batzer
Paul Batzer (* 18. April 1891 in Hammerstein, Kreis Schlochau, Westpreußen; † nach 1944) war ein deutscher Politiker (NSDAP). Er war von 1933 bis 1937 in der Freien Stadt Danzig Senator für Volksaufklärung und Propaganda in den Senaten Rauschning sowie Greiser.

## Leben
Paul Batzer arbeitete von 1919 bis 1933 als Lehrer in Zoppot, das damals zur unter Aufsicht des Völkerbunds stehenden Freien Stadt Danzig gehörte. Er trat zum 1. Oktober 1930 der NSDAP bei (Mitgliedsnummer 397.947).
Bei der Volkstagswahl im Mai 1933, die die Nationalsozialisten gewannen, wurde Batzer als Abgeordneter in den Danziger Volkstag gewählt. Am 22. September 1933 wurde Batzer zum Senator für Volksaufklärung und Propaganda im Senat Rauschning ernannt. In dieser Position war er 1933 wesentlicher Unterstützer der Umbenennung der Münchner Feilitzschplatzes in Danziger Freiheit (heute Münchner Freiheit). Im Winter 1933/34 war er Staatskommissar für das Winterhilfswerk in der Freien Stadt Danzig. Als Propagandasenator ließ Batzer 1934 die Schrift Danzig ruft! Das nationalsozialistische Deutsche Danzig ruft die Volksgenossen des Dritten Reiches herausgeben. Auch unter dem Senatspräsidenten Arthur Greiser (ab November 1934) blieb Batzer Senator für Volksaufklärung und Propaganda. Bei der Volkstagswahl 1935 wurde Batzer als Abgeordneter bestätigt. Während seiner Tätigkeit als Senator in Danzig wohnte er in Zoppot in der Schäferstraße 30a. Im Januar 1936 wurde ein Parteigerichtsverfahren gegen ihn eingeleitet. Nachdem sein Amt geruht hatte, schied er am 4. Februar 1937 offiziell aus dem Senat Greiser in Danzig aus.
In der Folgezeit war er 1937 Gauwalter der Nationalsozialistischen Volkswohlfahrt (NSV) im Gau Danzig-Westpreußen und Präsident des Verbandes deutscher Genossenschaften e. V. Die daraufhin erfolgten Bemühungen des Stabs des Stellvertreters des Führers, Paul Batzer in Berlin als Wohlfahrtsdezernenten unterzubringen, scheiterten letztendlich 1939. Während des Zweiten Weltkrieges war Batzer 1941/42 als Gauwirtschaftsberater in Posen für den Reichsgau Wartheland tätig und bezeichnete sich als Senator a. D. Als Gauwirtschaftsberater nahm er an der Tagung der Reichstreuhänder der Arbeit der Ostgebiete am 9. Oktober 1941 in Posen teil. Am 1. Dezember 1942 rief Paul Batzer öffentlich in der Litzmannstädter Zeitung alle Betriebe im Warthegau dazu auf, keine Weihnachtsfeiern zu veranstalten, sondern nur im engsten Familienkreis Weihnachten zu feiern, denn alle Kräfte sollen für den Sieg der Waffen eingesetzt werden. Batzer gehörte 1944 dem Aufsichtsrat der Deutschen Genossenschaftsbank und der Gummiwerke Wartheland in Litzmannstadt (Lodz) an.

## Familie
Paul Batzer war mit Alice (geborene Füllgraf) verheiratet. Aus der Ehe ging eine Tochter hervor.